# Shake It
Shake It är en låt framförd av den grekiska sångaren Sakis Rouvas. Låten var Greklands bidrag i Eurovision Song Contest 2004 i Istanbul i Turkiet. Låten är skriven av Nikos Terzis och Nektarios Tirakis.
Bidraget gick först vidare från semifinalen den 12 maj där det hamnade på tredje plats med 238 poäng. I finalen den 15 maj slutade det också på tredje plats fast med 252 poäng.